# Оркестровый ансамбль Парижа
Оркестровый ансамбль Парижа (фр. L'Ensemble orchestral de Paris) — французский камерный оркестр, базирующийся в Париже. Был основан в 1978 г. В состав оркестра входят 43 исполнителя.
На протяжении своей истории оркестр гастролировал в Италии, Испании, Греции, России, Японии и Корее, постоянно выступает в парижских концертных залах, а также во время концертов в Соборе Парижской Богоматери.
В 2004 г. оркестр был удостоен премии «Виктуар де ля мюзик» как лучший инструментальный ансамбль, в 1998 г. той же премии в номинации «Запись года» была удостоена осуществлённая при участии оркестра запись оперы Франсуа Буальдьё «Дама в белом». Среди других значительных записей оркестра — оратория Йозефа Гайдна «Сотворение мира», Месса си минор Иоганна Себастьяна Баха, полный цикл симфоний Людвига ван Бетховена.

## Руководители
- Жан Пьер Валле (1978—1986)
- Армин Йордан (1986—1992)
- Жан Жак Канторов (1993—1998)
- Джон Уилтон Нельсон (1998—2009)
- Джозеф Свенсен (с 2009 г.)